# Thorbjörn Lengborn
Kurt Ernst Thorbjörn Lengborn, född 15 september 1919 i Nyköping, död 13 december 2014 i Västermalms församling i Stockholm, var en svensk litteraturvetare, pedagog och teolog.
Lengborn blev filosofie magister vid Stockholms högskola (nuvarande Stockholms universitet) 1951 och licentiat i litteraturhistoria med poetik vid Stockholms universitet 1960. Han verkade som lektor i svenska vid universitetet i Zürich 1954–1956 och 1958–1961 och därefter inom svenskt folkbildningsarbete samt som lärare vid Värnamo folkhögskola. Han disputerade 1972 vid Stockholms universitet i litteraturhistoria på en avhandling om hur samhällsproblem gestaltas hos några schweiziska författare. Lengborn blev 1973 filosofie licentiat i tyska och året därpå docent i litteraturvetenskap vid Stockholms universitet.
År 1976 disputerade Lengborn vid Samhällsvetenskapliga fakulteten vid Uppsala universitet i pedagogi med avhandlingen En studie i Ellen Keys pedagogiska tänkande främst med utgångspunkt från Barnets århundrade. Avhandlingen översattes 1982 till japanska och utgavs på ett universitetsförlag i Tokyo.
Lengborn blev 1986 teologie licentiat och 1988 teologie doktor vid Uppsala universitet i religionspsykologi med avhandlingen Sven Lidmans omvändelse. Frälsningsupplevelse och omvändelseprocess 1915-1921. En religiospsykologisk studie. Han har tolkat Lidman utifrån C G Jungs begrepp individuation och visat hur han efter flera års kamp nådde en inre och yttre enhet i sin nya identitet och roll inom pingströrelsen.
År 1996 blev Lengborn filosofie magister i konstvetenskap vid Stockholms universitet och 2000 filosofie magister i idéhistoria vid samma universitet. Han blev 2003 filosofie licentiat i religionsvetenskap vid Åbo Akademi. Thorbjörn Lengborn är begravd på Sandsborgskyrkogården.

### Monografier
- Ellen Key och det skönas värld. Estetiska, konstpedagogiska och religiösa utvecklingslinjer. Åbo 2002, Åbo Akademi. Otryckt licentiatavhandling.
- Ellen Key och livsåskådningskampen. Skönhetens problematik ur religiösa, pedagogiska, sociala och individualistiska perspektiv. Åbo 2005, Åbo Akademi. ISBN 952-12-1654-9
- Ellen Key och skönheten. Estetiska och konstpedagogiska utvecklingslinjer i Ellen Keys författarskap 1891-1906. Hedemora 2002, Gidlund. ISBN 91-7844-348-2 (inb)
- Fosterlandet, kärleken och Gud. En biografisk-psykologisk studie i Sven Lidmans liv och diktning. Nyhamnsläge 1991, Svenska humanistiska förbundet.  ISBN 91-85158-17-8
- Individualitet (frihet) och fostran (lydnad) hos Ellen Key : särskilt enligt "Barnets århundrade" och dess olika upplagor. Uppsala 1971, Uppsala Universitet, Institutionen för pedagogik.
- Schriftsteller und Gesellschaft in der Schweiz. Eine Studie zur Behandlung der Gesellschaftsproblematik bei Zollinger, Frisch und Dürrenmatt. Frankfurt am Main 1972, Athenäum. ISBN 3-7610-9259-8
- Skönhet och livskamp. Det darwinistiskt-evolutionistiska inslaget i Ellen Keys estetik vid sekelskiftet 1900 - i belysning av Richard Berghs estetiska åskådning. Stockholm 1996, Stockholms Universitet, Konstvetenskapliga institutionen.
- En studie i Ellen Keys pedagogiska tänkande främst med utgångspunkt från "Barnets århundrade". Uppsala 1976; ny utgåva Stockholm 1977, Fören. för sv. undervisningshistoria, 1977. ISBN 91-85130-13-3
- Sven Lidmans omvändelse. Frälsningsupplevelse och omvändelseprocess 1915-1921. En religionspsykologisk studie. Uppsala 1988, 1991, Uppsala universitet. ISBN 91-554-2857-6

### Artiklar
- "Egoism - altruism i Ellen Keys pedagogiska tänkande" Ingår i Individualism och samhörighet. En vänbok till Wilhelm Sjöstrand s. 93-105. 1977. ISBN 91-85318-18-3.
- "Ellen Key (1849-1926)." Ingår i Penseur de l'éducation 2, s. 849-862. Paris 1995, Unesco.
- "Ellen Key och barnets rum. Några pedagogiska och estetiska betraktelser" Ingår i Gunnar Berefelt (redaktör): 'Barnens rum S. 107-118. Stockholm 1998, Centrum för barnkulturforskning, Univ. ISBN 91-973147-1-4.
- "The problem of conversion in the light of three Swedish authors in the twentieth century: Ellen Key, Sven Lidman and Sven Stolpe". Ingår i Ulf Görman (ed.): Towards a new understanding of conversion s. 74-81. Lund 1999, Teologiska institutionen.
- "Liberalism, anarkism, socialism. Politiska utvecklingslinjer hos Ellen Key". Ingår i Siv Hackzell (red.): Ny syn på Ellen Key s. 96-111. Nacka 2000, Bembo bok. ISBN 91-971749-0-4.